# ارل استنلی گاردنر
ارل استنلی گاردنر (انگلیسی: Erle Stanley Gardner; ۱۷ ژوئیهٔ ۱۸۸۹ – ۱۱ مارس ۱۹۷۰) وکیل، نویسنده اهل ایالات متحده آمریکا بود.
وی همچنین برندهٔ جوایزی همچون جایزه ادگار شده‌است.